# Castillo de Calders
El castillo de Calders es una fortificación medieval del término municipal de Calders, de la comarca del Moyanés.
Es un conjunto medieval mayoritariamente del siglo XI construido sobre una colina de 471 m de altitud y rodeado por un antiguo meandro del Calders. Está formado por la torre del homenaje de planta circular, una muralla perimetral, una construcción posterior y los restos de la capilla del castillo, Santa María del Castillo de Calders.
Aproximadamente la mitad de la torre se ha derrumbado, junto con el bancal de roca donde se sustentaba, se trata de una construcción sencilla con un aparato torpe. Recientemente se ha consolidado la base de la roca con un muro de ladrillo. La muralla, que se conserva parcialmente, sigue el perímetro de la explanada en la cima de la colina. Tiene un baluarte cuadrado. Adosado a la muralla se levantan los restos de una construcción posterior al castillo de los siglos XVII y XVIII, posiblemente se trata de una granja, con un sótano que debía servir como cisterna.
Fue sede de una castellanía, después señoría y más tarde, la baronía de Calders, aunque los titulares no debieron vivir más allá del siglo XII.

## Historia
Está documentado desde el 965, aunque la construcción actual podría datarse del siglo XI: in comitatus Minorissa in terminio de castro Caldarios. Otros documentos de años posteriores confirman la existencia: 974, 977, 984, 1019, 1023... El dominio del castillo pertenecía en ese momento a Sendred Domnuç, señor de Calders, rama lateral de los vizcondes de Osona. Los castellanos eran la familia Viladecavalls, que tomaron el nombre de la parroquia cercana.
En 1023 el castillo y su jurisdicción pertenecían a la condesa Ermesenda, viuda de Ramón Borrell, que el debió recibir en dote, junto con otros castillos de la Cataluña central. La misma condesa dio este castillo, y otros, a su hijo Ramón Berenguer I el Curvo como prenda de paz. En 1067 aparece vinculado a este castillo Guillem Ramón de Calders, casado con Guilla, hija de la condesa Ermesenda de Cardona. Este primer castlá o señor de Calders lega en su testamento el castillo de Calders y las parroquias de su entorno a sus hijos Artal y Ponç, de los cuales pasa al hijo de Ponç, Arnau, que ya consta como señor de Calders.
Más adelante dos Calders, Guillermo y Pedro, aparecen como firmantes del testamento de Guillem de Bergadá. Son hermanos, como consta en varios documentos de la época. El castillo permaneció hasta 1336 en manos de los Calders, que pasaron por algunos momentos donde tuvieron mucha presencia entre las clases dirigentes catalanas como, por ejemplo, en 1313, año en que el conde-rey envió Blanca de Calders (Blanca de Centelles, casada con Guillermo de Calders) a Alemania para acompañar la hija del rey, la infanta Isabel, que iba a contraer matrimonio con el duque de Austria.
Poco después, la familia Calders entró en crisis y en 1347 se vendió el castillo y sus parroquias a Bernat de Talamanca. A continuación, un año más tarde, lo volvió a vender a Ramón Berenguer de Dusfort, pero tuvo que hacerse en parte entera, y le devolvió la mitad del dominio a Bernat de Talamanca, del que pasó a su hijo Berenguer. Asimismo, a finales del siglo XIV, el rey Pedro III ordenó el reforzamiento de las fortificaciones del castillo, y se inició una ampliación que no se llegó a terminar nunca. A partir del siglo XV el castillo sufrió una decadencia progresiva.
En 1410 Bernat de Talamanca se casó con Aldonça de Planella y de Togores, hija del señor del castillo fronterizo de Castellnou de la Plana y de Violante, de la influyente familia sabadellense los Togores y hermana de Ramón de Planella y de Togores, señor de Granera, Mura, Castellcir y Tona, entre otras señorías cercanas. Ramón de Planella compró el señorío a su hermana y su cuñado, y un descendiente suyo, Manuel de Planella, se llamaba señor de Calders y Talamanca en 1440. A partir de entonces, sin embargo, el castillo de Calders perdía importancia estratégica y era prácticamente abandonado. El señorío, ya baronía, de Calders pasó de los Planella los Amat, barones de Maldá, y de estos, siempre por vía matrimonial, a los marqueses de Castellbell.